# Comaroma hatsushibai
Comaroma hatsushibai är en spindelart som beskrevs av Ono 2005. Comaroma hatsushibai ingår i släktet Comaroma och familjen Anapidae. Inga underarter finns listade i Catalogue of Life.